# Brad Dalton
Pour les articles homonymes, voir Dalton.
Bradley « Brad » Dalton, né le 12 septembre 1959 à Sydney, est un ancien joueur australien de basket-ball. Il est le frère de Mark Dalton et de Karen Dalton.